# توماس جون كوران
توماس جون كوران (بالإنجليزية: Thomas John Curran)‏ (و. 1924 – 2012 م)هو ضابط، ومحامي، وقاضي من الولايات المتحدة الأمريكية .

## الخدمة العسكرية
خدم في بحرية الولايات المتحدة.